# Camera a nebbia

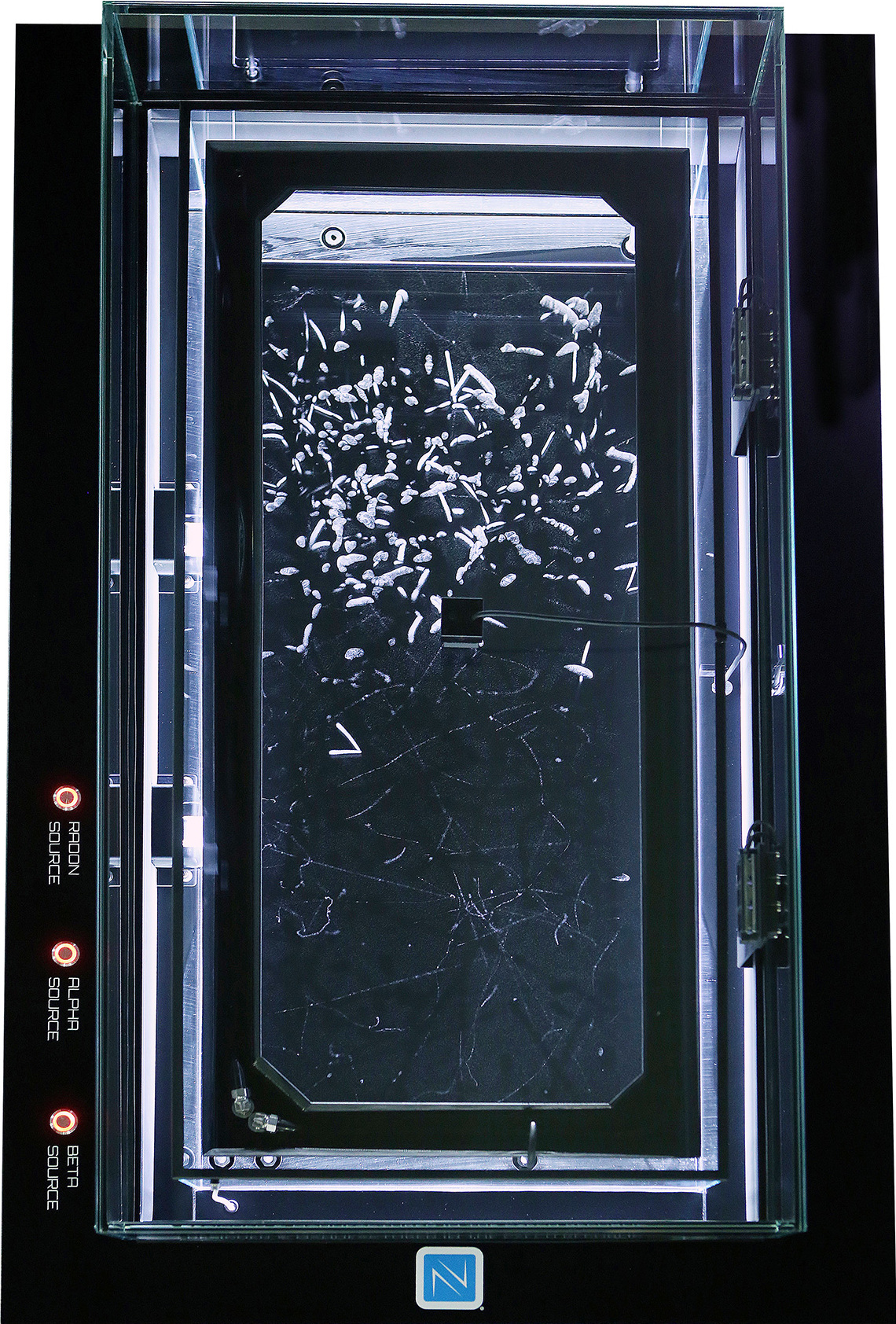
Le moderne camere a nebbia sono in grado di mostrare tracce di nebbia con un contrasto senza precedenti

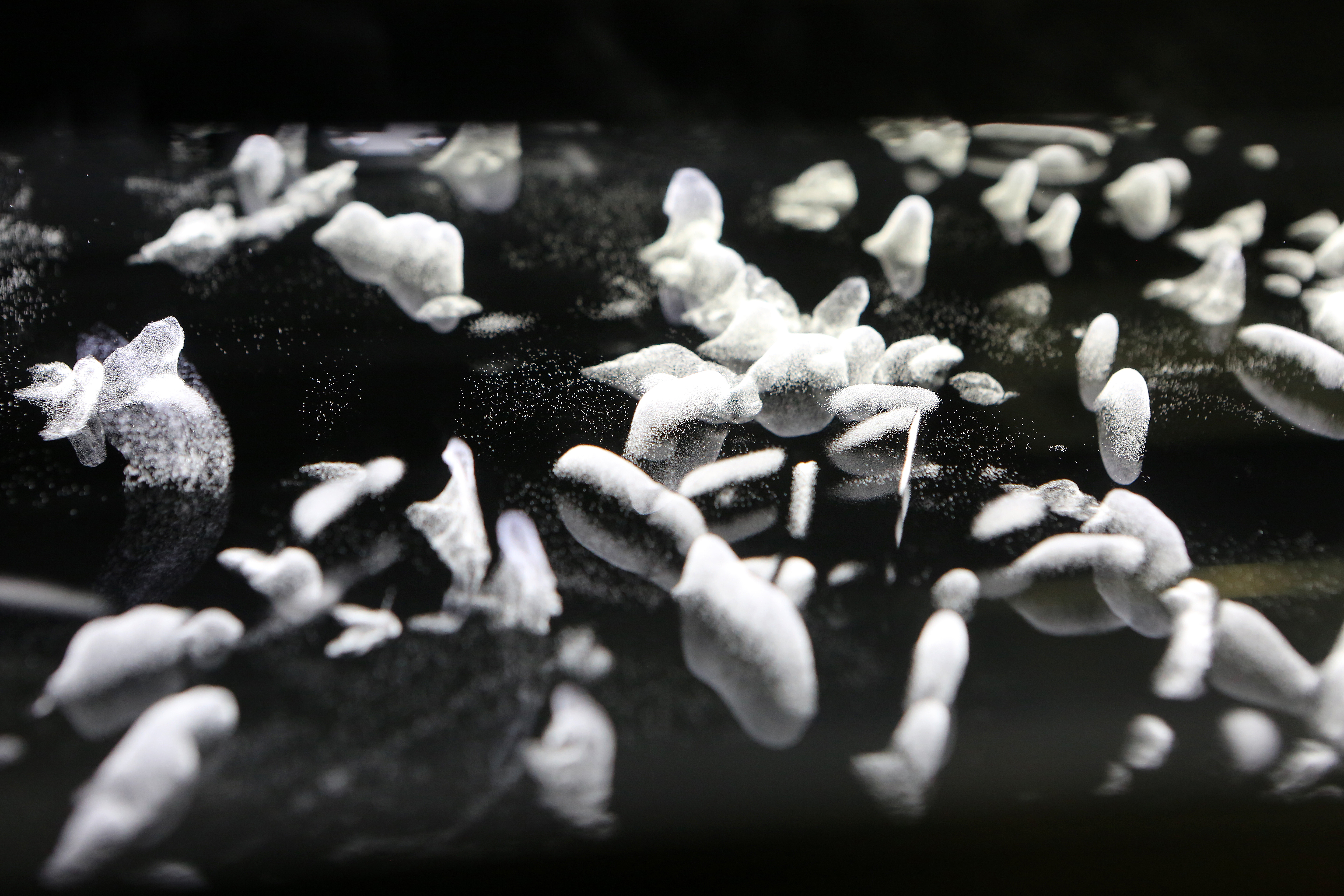
Tracce di particelle radioattive nella camera di nebbia - le tracce si formano a causa dello strato di alcol isopropilico

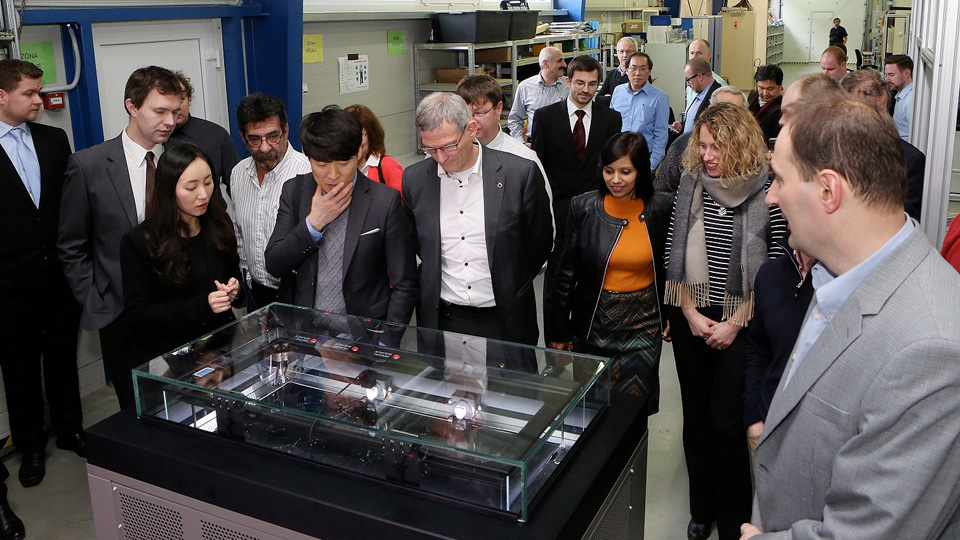
Le camere a nebbia sono popolari nei centri scientifici per il loro aiuto nella comprensione della radioattività

La camera a nebbia o camera di Wilson è uno strumento di rivelazione di particelle elementari ideato da Charles Thomson Rees Wilson nel 1899 e successivamente perfezionato nel 1912. 

## Descrizione

### Struttura
Consiste in una scatola a tenuta ermetica che contiene aria satura di vapore acqueo o di alcool collegata, mediante un condotto, ad un cilindro entro il quale scorre un pistone.

### Funzionamento
Un rapido spostamento dello stantuffo provoca nella camera un'espansione adiabatica del vapore che passa allo stato instabile di soprasaturazione. In tali condizioni una qualsiasi particella elementare carica elettricamente che penetri nella scatola ionizzando gli atomi con i quali si scontra crea, lungo il proprio tragitto, un fitto susseguirsi di nuclei di condensazione (atomi ionizzati), attorno ai quali il vapore soprassaturo si raccoglie a formare minuscole goccioline (nebbia).
La traccia lasciata dalla traiettoria percorsa della particella può essere fotografata attraverso una parete trasparente della scatola e da questa si può risalire, con particolari accorgimenti, alla determinazione della natura della particella. Prima di ripetere il ciclo è opportuno rimuovere gli ioni attraverso un campo elettrico e rieffettuare la compressione.
Nelle camere a nebbia moderne lo scatto del pistone è comandato, con l'ausilio di un circuito elettronico, dall'arrivo stesso della particella da studiare. 
Diversi tipi di camere a nebbia sono state e sono ancora realizzate per utilizzo didattico.